# Muntanyes de Cervera
Les muntanyes de Cervera o Serra d'en Menor són una alineació muntanyosa del País Valencià. Es troben a l'interior de la província de Castelló, a la comarca del Baix Maestrat.

## Particularitats
Aquestes muntanyes d'altitud moderada s'alcen al nord del poble de Cervera del Maestrat i al sud del terme municipal de Traiguera. A l'oest de la serra es troba el terme municipal de la Jana.
Els seus pics més elevats són Revoltons (635), Perdiguera (516) i Mola (481). El terreny és de naturalesa rocosa i argilenca. El clima és de transició entre el mediterrani i el continental, més fred en hivern que a les serralades costaneres.
A la zona del vessant septentrional d'aquestes muntanyes es troba el Reial Santuari de Nostra Senyora de la Font de la Salut que va començar a edificar-se al segle xiv. Des dels cims hi ha molt bones vistes sobre la plana de Vinaròs i Benicarló amb el mar al fons en dies de temps clar.